# ایپولیت تن
ایپولیت تِن (به فرانسوی: Hippolyte Taine) (۲۱ آوریل ۱۸۲۸ – ۵ مارس ۱۸۹۳) منتقد، فیلسوف و تاریخ‌نگار اهل فرانسه در قرن نوزدهم میلادی بود که تأثیراتی بر طبیعت‌گرایی فلسفی فرانسه داشت.